# 2020年天津市足球超级联赛
2020年天津市足球超级联赛，由天津足协主办、天视体育传媒有限责任公司协办，于2020年9月26日至2020年10月25日举行，共十一支球队参加，受新冠疫情影响采取赛会制，将根据成绩与球队意愿，推选优秀球队参加中冠聯賽。

## 比赛场地
- 东丽体育中心

## 升降级
- 参加2020赛季中国足球冠军联赛大区赛球队： 天津圣德

## 比赛

### 上半区

#### 第一轮
| 2020年9月26日 | 天津圣德 | 6 - 0    | 天津生圣择奇 | 天津                |
|               |          | [ 战报 ] |              | 場館： 东丽体育中心 |

#### 第二轮
| 2020年10月2日 | 天津滨海坤晟 | 3 - 1    | 天津煜腾恒泰 | 天津                |
| 10:00         |              | [ 战报 ] |              | 場館： 东丽体育中心 |

| 2020年10月2日 | 天津宝坻仁道 | 0 - 3    | 天津圣德 | 天津                |
| 16:00         |              | [ 战报 ] |          | 場館： 东丽体育中心 |

#### 半决赛
| 2020年10月8日 | 天津滨海坤晟 | 3 - 2    | 天津圣德 | 天津                |
| 12:00         |              | [ 战报 ] |          | 場館： 东丽体育中心 |

### 下半区

#### 第一轮
| 2020年9月26日 | 天津鹏程 | 4 - 2    | 瑞云泓华 | 天津                |
|               |          | [ 战报 ] |          | 場館： 东丽体育中心 |

| 2020年9月26日 | 天津求道 | 3 - 0    | 大港君楷黄宝石 | 天津                |
|               |          | [ 战报 ] |                | 場館： 东丽体育中心 |

#### 第二轮
| 2020年10月2日 | 华明盛源 | 0 - 3    | 天津求道 | 天津                |
| 12:00         |          | [ 战报 ] |          | 場館： 东丽体育中心 |

| 2020年10月2日 | 大吉利餐饮 | 1 - 0    | 天津鹏程 | 天津                |
| 14:00         |            | [ 战报 ] |          | 場館： 东丽体育中心 |

#### 半决赛
| 2020年10月8日 | 天津求道 | 2 - 3    | 大吉利餐饮 | 天津                |
| 10:00         |          | [ 战报 ] |            | 場館： 东丽体育中心 |

### 季军赛
| 2020年10月25日 | 天津求道 | 1 - 0    | 天津圣德 | 天津                |
|                |          | [ 战报 ] |          | 場館： 东丽体育中心 |

### 决赛
| 2020年10月25日 | 天津滨海坤晟 | 4 - 2    | 大吉利餐饮 | 天津                |
|                |              | [ 战报 ] |            | 場館： 东丽体育中心 |